# Павлівська сільська рада (Захарівський район)
Павлівська сільська́ ра́да —колишня  адміністративно-територіальна одиниця та орган місцевого самоврядування у Захарівському районі Одеської області. Адміністративний центр — село Павлівка.
Дата ліквідації — 25 жовтня 2020 року.

## Загальні відомості
- Територія ради: 60,63 км²
- Населення ради: 1 206 осіб (станом на 2001 рік)

## Населені пункти
Сільській раді підпорядковані населені пункти:
- с. Павлівка
- с. Парканівка

## Населення
Згідно з переписом 1989 року населення села становило 1191 особа, з яких 517 чоловіків та 674 жінки.
За переписом населення 2001 року в селі мешкало 1186 осіб.

### Мова
Розподіл населення за рідною мовою за даними перепису 2001 року:
| Мова       | Відсоток |
| ---------- | -------- |
| українська | 85,57 %  |
| молдовська | 8,54 %   |
| російська  | 4,56 %   |
| німецька   | 0,83 %   |
| вірменська | 0,25 %   |
| білоруська | 0,08 %   |

## Склад ради
Рада складається з 16 депутатів та голови.
- Голова ради: Готко Микола Анатолійович
- Секретар ради: Осадчук Ольга Іванівна

### Керівний склад попередніх скликань
| Прізвище, ім'я, по батькові | Основні відомості                                                         | Дата обрання | Дата звільнення |
| --------------------------- | ------------------------------------------------------------------------- | ------------ | --------------- |
| Калдарій Марія Михайлівна   | Сільський голова, 1960 року народження, позапартійна                      | 26.03.2006   | 21.02.2008      |
| Готко Микола Анатолійович   | Сільський голова, 1972 року народження, освіта вища, член Народної партії | 30.11.2008   | 31.10.2010      |
| Готко Микола Анатолійович   | Сільський голова, 1972 року народження, освіта вища, член Народної партії | 31.10.2010   |                 |

Примітка: таблиця складена за даними сайту Верховної Ради України

### Депутати
За результатами місцевих виборів 2010 року депутатами ради стали:

#### За суб'єктами висування
| Суб'єкт висування                                       | Кількість обраних депутатів | %    |
| ------------------------------------------------------- | --------------------------- | ---- |
| Партія регіонів                                         | 11                          | 68,8 |
| Самовисування                                           | 4                           | 25   |
| Політична партія Всеукраїнське об'єднання «Батьківщина» | 1                           | 6,3  |

#### За округами
| № округу                                                | Прізвище, ім'я, по батькові    | Дата визнання обраним | Освіта             | Партійна приналежність | Відомості про обраного депутата                                                |
| ------------------------------------------------------- | ------------------------------ | --------------------- | ------------------ | ---------------------- | ------------------------------------------------------------------------------ |
| Партія регіонів                                         |                                |                       |                    |                        |                                                                                |
| 2                                                       | Осінська Наталія Михайлівна    | 03.11.2010            | середня спеціальна | член Партії регіонів   | Павлівська амбулаторія, фельдшер                                               |
| 3                                                       | Матвєєв Сергій Володимирович   | 03.11.2010            | середня спеціальна | член Партії регіонів   | тимчасово не працює                                                            |
| 4                                                       | Андронік Ніна Іванівна         | 03.11.2010            | вища               | член Партії регіонів   | Павлівський навчально-виховний комплекс, вчитель                               |
| 5                                                       | Приходько Галина Федорівна     | 03.11.2010            | середня спеціальна | член Партії регіонів   | Павлівське відділення Ощадбанку, контролер — касир                             |
| 6                                                       | Ковальчук Раїса Іванівна       | 03.11.2010            | вища               | член Партії регіонів   | Павлівський навчально-виховний комплекс, директор                              |
| 8                                                       | Ковальчук Рената Олегівна      | 03.11.2010            | вища               | член Партії регіонів   | Павлівський навчально-виховний комплекс, заступник директора з виховної роботи |
| 11                                                      | Лозован Галина Петрівна        | 03.11.2010            | середня            | член Партії регіонів   | селянське фермерське господарство «Туманове», бухгалтер                        |
| 12                                                      | Волошенюк Тетяна Федорівна     | 03.11.2010            | середня спеціальна | позапартійна           | тимчасово не працює                                                            |
| 13                                                      | Гикаєва Оксана Олексіївна      | 03.11.2010            | вища               | член Партії регіонів   | приватний підприємець «Спориш», продавець                                      |
| 15                                                      | Репида Сергій Іванович         | 03.11.2010            | середня            | член Партії регіонів   | тимчасово не працює                                                            |
| 16                                                      | Піскун Сергій Валентинович     | 03.11.2010            | середня            | член Партії регіонів   | тимчасово не працює                                                            |
| Політична партія Всеукраїнське об'єднання «Батьківщина» |                                |                       |                    |                        |                                                                                |
| 1                                                       | Скляренко Марина Борисівна     | 03.11.2010            | середня спеціальна | позапартійна           | Павлівська сільська амбулаторія, акушер                                        |
| Самовисування                                           |                                |                       |                    |                        |                                                                                |
| 7                                                       | Бесполюк Алла Анатоліївна      | 03.11.2010            | середня спеціальна | позапартійна           | ТОВ «Прогрес», агроном                                                         |
| 9                                                       | Котовська Тетяна Олександрівна | 03.11.2010            | середня            | позапартійна           | Цебриковський молзавод ВАТ «Янтарь», заготівельник                             |
| 10                                                      | Осадчук Ольга Іванівна         | 03.11.2010            | середня спеціальна | позапартійна           | Павлівська сільська рада, секретар                                             |
| 14                                                      | Киртока Наталія Борисівна      | 03.11.2010            | середня спеціальна | член Партії регіонів   | Павлівська сільська рада, бухгалтер                                            |